# Television South
Television South eller, vanligtvis, TVS, var ett företag som sände för ITV-nätverket i södra och sydöstra England mellan 1 januari 1982 och 31 december 1992.
När Independent Broadcasting Authority skulle meddela de nya tillstånden för att få sända på ITV-nätverket 1980 valde man att inte ge tillståndet i södra England till Southern Television som fram till dess hade sänt i området. Istället valde man att ge det till ett nytt företag, Television South (TVS).
TVS:s område var något större än det område där Southern sänt, eftersom man blivit tilldelade två sändare i norra Kent där tidigare London Weekend Television och Thames Television sänt. TVS skulle också, till skillnad från Southern, sända två varianter av sin kanal för olika delar av sitt område. De båda "underregionerna" kallades för TVS South och TVS South East och hade olika nyhetsprogram.
Vid den här tiden fanns det fem stora företag som dominerade ITV-nätverket (Thames, LWT, Granada, Yorkshire och Central). Dessa stod för de allra flesta program som visades över hela ITV-nätverket. TVS hade dock ambitionen att bli det sjätte stora ITV-företaget.
I slutet av 1980-talet köpte TVS det amerikanska medieföretaget MTM Enterprises. Detta ledde till omorganisation där TVS Entertainment blev moderbolag medan företaget som sände i södra England fick det tautologiska namnet TVS Television. Investeringen i MTM ledde dock till finansiella problem för företaget.
När TVS sändningstillstånd skulle förnyas 1991 hade reglerna för tillståndsgivning förändrats av Conservative Party. Under det tidigare systemet skulle de sökande bland annat kunna visa upp goda finanser och TVS bedömdes under dessa förhållanden inte kunnat behålla sitt tillstånd. Men det nya systemet byggde på budgivning och TVS valde därför att lägga ett högt bud - 59,76 miljoner pund per år - för att kunna behålla tillståndet. Independent Television Commission, som skötte tillståndgivningen, ansåg däremot att TVS hade bjudit för högt för att kunna upprätthålla en fullgod tjänst och valde därför att ge tillståndet till ett nytt företag, Meridian Broadcasting, som bara hade bjudit 36,52 miljoner pund.